# مشروع تكنولوجيا الصحراء
مشروع تكنولوجيا الصحراء أو ديزرتك Desertec، هو مشروع واسع النطاق للطاقة الشمسية في شمال أفريقيا مقترح من مؤسسة ديزرتيك. وسوف يقوم بتشغيله نادي روما ومؤسسة الطاقة المتجددة عبر البحر المتوسط. تم إطلاق المشروع رسميا عن طريق 12 شركة أوروبية في 13 يوليو 2009 في ميونخ. وتقدر ميزانية بحوالي 400 مليون يورو.
ويعتبر المغرب من ضمن الدول المؤّهلة لاستقطاب مشروع ديزيرتيك، الذي يحظى بتأييد العديد من الجهات في المغرب، خاصّة وأنّها ترى فيه فرصة لتنويع مصادر الطاقة في البلاد. وفي هذا الإطار، يقول عبد اللّه العلوي، رئيس الرابطة المغربية للطاقة، أنّه من المنتظر أن تكون أولى حقول الطّاقة الشمسية جاهزة في المغرب بحلول عام 2015. كما يؤكّد أنّ هذا المشروع لن يغطّي احتياجات المغرب من الطّاقة فحسب، وإنّما سيكون بالإمكان تصدير الطّاقة إلى الخارج، مشدّدا على أن ذلك سيشكّل مساهمة المغرب في التعاون التنموي مع أوروبا.

## التوقيع على المشروع
في يوليو 2009، وضع ممثلو نحو 20 شركة ألمانية كبرى في مؤتمر صحافي عقدوه في ميونيخ، توقيعاتهم على إعلان مشترك يتبنون فيه تنفيذ مشروع «تكنولوجيا الصحراء» («ديزرتك» Desertec) الذي يفتح باب عولمة إنتاج الكهرباء بالطاقة الشمسية العابرة للقارات. وبذلك افتتحت أوروبا الباب الأوسع أمام تبدل ضخم في خريطة الطاقة عالمياً، مع ما يرافقه من تبدلات هائلة في السياسة والاقتصاد والأمن الاستراتيجي والتنمية وغيرها.

## فكرة المشروع
إذا كانت فكرة المشروع غير جديدة تماماً ومطبقة في مشاريع صغيرة ومتوسطة الحجم في عدد من البلدان، إلا أن ما يخطط له القائمون على «ديزرتك» يصل إلى حدّ الخيال الذي سيصبح واقعاً على مراحل من الآن وحتى عام 2050 وما بعده، في صحارى شمال إفريقيا والشرق الأوسط. ويمكن القول إن خبراء الطاقة المتجددة والعاملين في حماية البيئة طوروا في السنوات الماضية فكرة المشروع التي بادر «نادي روما» و «المركز الجوي الفضائي الألماني» إلى طرحها عام 2003 لتأمين الكهرباء النظيفة (المسماة أيضاً «الطاقة الخضراء») الخالية من انبعاثات ثاني أوكسيد الكربون، في أوروبا ودول المنطقة.

## تكلفة المشروع
تقدر تكلفة المشروع الأول والأضخم من نوعه في العالم بنحو 400 مليار يورو.

## الفوائد
سيمكِّن المشروع دول أوروبا والمنطقتين من تغطية 20% من حاجتها إلى الكهرباء. وفي حال توسيع المساحة الصحراوية لتصل إلى 27 ألف كلم مربع، تحصل دول أوروبا وشمال إفريقيا والشرق الأوسط على طاقة شمسية نظيفة توفر مئة في المئة من حاجاتها، بحسب تأكيدات شبه رسمية. وتضيف تلك المصادر أن استغلال أشعة الشمس على مساحة 90 ألف كلم مربع، أي واحد في المئة من المساحة الإجمالية للمنطقتين، يمكن أن يؤمن من الناحية النظرية كامل حاجة الكرة الأرضية من الطاقة الخضراء. من هنا يرى كثيرون، وخصوصاً حماة البيئة والمطالبين بوقف استخدام الطاقة الذرية الخطرة، أهمية مشروع «ديزرتيك» الذي يمكن أن يصبح نموذجاً يُحتذى به مستقبلاً في قارات أخرى.
وعلى عكس تقنية تحويل أشعة الشمس مباشرة إلى كهرباء، سيعتمد «ديزرتيك» على إنتاج الطاقة في عدد كبير من أفران الشمس الحرارية لتسخين الماء ليصير بخاراً حرارته 400 درجة، وبعدها يضخ إلى توربينات تقليدية لتوليد الكهرباء. والأمر الأهم أن المهندسين وجدوا أيضاً حلاً عملياً لتخزين حرارة النهار من أجل استخدامها في الليل لتستمر التوربينات في العمل على مدار الساعة.
وحضّت وزارة التعاون الاقتصادي والإنماء الألمانية والمنظمات الإنمائية والبيئية ومجموعة من السياسيين، الشركات المشاركة في المشروع الضخم على المساهمة أيضاً في تنمية الدول التي ستحتضن المشروع بكل ما يستلزمه ذلك من بنى تحتية وبشرية وتقنية، بحيث تشعر تلك الدول أن لها حصة ودوراً في التقدم الحاصل، وأنها ليست رهينة لشكل جديد من النهب الاستعماري.

## وصف المشروع
على حسب الاقتراح، سيتم وضع أنظمة تركيز الطاقة الشمسية على مسافة 6,500 ميل مربع (17,000 كـم2) في الصحراء الكبرى. وسيتم إنتاج طاقة كهربية يتم نقلها إلى أوروبا والبلدان الأفريقية عن طريق شبكة من كابلات تيار ضغط عالي|تيارات الضغط العالي. It would provide continental Europe with 15% of its electricity. بحلول 2050، سيصل إجمالي الاستثمارات في محطات الطاقة الشمسية وخطوط النقل حوالي 400 بليون يورو. The exact plan, including technical and financial requirements, will be designed by 2012.

## التقنيات المستخدمة
يقوم تنفيذ مشروع ديزرتيك على تقنية أخرى تختلف عن تقنية مصانع الطاقة الشمسية التقليدية والخلايا الضوئية؛ فبينما تعتمد التقنيات التقليدية على توليد الحرارة من الأشعة الضوئية الشمسية (مجمعات الأشعة الشمسية)، أو توليد الكهرباء مباشرة من الطاقة الحرارية المستمدة من الأشعة (الخلايا الضوئية)، توجد تقنية أخرى تعتمد على أحد طريقين:.
الطريق الأول: نصب عدد كبير من أجهزة «امتصاص» الأشعة بصورة متوازية، مع التحكم في تشغيل العدد المطلوب منها، وتُستخدم حرارة هذه الأشعة لتسخين «زيت حراري» أو «بخار الماء» إلى درجات عالية تصل إلى 390 درجة مئوية، ثم يجري تشغيل مولدات الكهرباء بها على غرار تشغيل المولدات البخارية التقليدية.
الطريق الثاني: والذي تبناه مشروع ديزرتيك- فيقوم على توجيه عدد ضخم من (أجهزة امتصاص الأشعة) المرايا الكبرى العاكسة للأشعة الشمسية الساقطة عليها، بحيث تتجمع الأشعة في موقع مركزي، وتتحرك المرايا آليا فتبدل وجهتها مع تبدل موقع الشمس، فتنقل الحرارة إلى «خزانات حرارية»، ثم تستخدم الطاقة الحرارية المخزنة لتشغيل مولدات التيار الكهربائي.
تنطوي هذه التقنية على عامل إضافي وهو أن الخزانات الحرارية (الملح المسيّل مثلا) تستطيع موازنة عملية تشغيل المولدات البخارية؛ إذ تجمع الحرارة نهارا ولكنها تشغل المولدات ليلا ونهارا؛ وهذا ما يعطي هذه التقنية ميزة كبيرة تجاه تقنية الخلايا الضوئية التي لا تعمل ليلا بعد غياب الأشعة الشمسية.
يضاف إلى ذلك استغلال كمية كبيرة من الحرارة المتسربة من المنشآت لتشغيل أجهزة التبريد واستعذاب المياه المالحة، بدلا من ضياعها، وهو ما يتلاءم مع التخطيط لإقامة المنشآت المعنية قرب السواحل البحرية.
كما أن نسبة تسرب الطاقة الكهربائية لا تتجاوز 3% لكل ألف متر عند نقل التيار العالي التوتر من موقع استخراجه إلى مناطق استهلاكه، ولهذا أهمية كبرى لتنفيذ المشروع مع تحقيق المردود الاقتصادي المطلوب منه؛ إذ يعطي تنفيذه في منطقة الصحراء الكبرى الإفريقية بذلك أكثر من ضعف ما يعطيه إذا أقيمت المنشآت وسط أوروبا؛ إذ لا تبلغ نسبة تسرب الطاقة عند نقل التيار تحت سطح المتوسط باتجاه أوروبا سوى 10-15%، وليس مجهولا أن البلدان الأوروبية ستستهلك القسط الأعظم من التيار الكهربائي الذي يتم استخراجه.
تقنية توليد الكهرباء على النحو المذكور في حكم المضمونة؛ نظرا إلى تطبيقاتها منذ عام 1985م في ولاية كاليفورنيا الأمريكية، ثم لاحقا في مقاطعة الأندلس الإسبانية، كما أن أسلاك النقل أو أنابيب نقل التيار يجري تصنيعها اعتمادا على تقنيات عُرفت بها منذ سنوات عديدة شركات تنوي الإسهام في تنفيذ مشروع ديزرتيك، مثل زيمنس الألمانية.
والثابت أن هذه التقنيات تتطلب قدرا كبيرا من خدمات الصيانة، ومن الخبرات التخصصية، وهذا ما يرفع نسبة تكاليفها، علاوة على ضخامة المبالغ الاستثمارية الأولى لتنفيذ أي مشروع يعتمد عليها، وبالتالي لا يكون لها مردود اقتصادي إلا عند تطبيقها في مناطق تستقبل أشعة الشمس بقوة أعلى من النسبة الوسطية، ولهذا أمكن تطبيقها في صحراء موجافي في كاليفورنيا الأمريكية، بينما بدأ تطبيقها بنماذج مبدئية بقصد تطويرها لتحسين مردودها في مقاطعة الأندلس شرق إسبانيا منذ سنوات.

## الشركات المساهمة
- شركة ار ڤي ايه RWE الألمانية للطاقة.
- شركة ايون E.ON.
- مجموعة شركات سيمنس للصناعات الالكترونية.
- مصرف دويتشه بنك.
- ابنكوا سولار الاسبانية.
- شركة سيفينتل الجزائرية.
- مؤسسة ديزيرتيك" DESERTEC.

## النقد والسياسة
يؤخذ على المشروع إرتفاع تكلفته ارتفاع تكلفة نقل الطاقة المنتجة. يخشى بعض الخبراء من أن توليد الطاقة الكهربائية واعتماد أوروبا عليه سوف يخلق اعتماد سياسي على بلدان شمال أفريقيا. كما سوف تشكل محطات توليد الطاقة وخطوط النقل هدفا لهجمات الارهابيين.

## وصلات خارجية
- الموقع الإلكتروني لمؤسسة ديزرتيك